# Konrad Sioui
Pour les articles homonymes, voir Sioui.
Konrad Sioui, né en 1953 à Wendake, est un homme politique huron-wendat. Entre 2008 et 2020, il est le Grand chef de Wendake, réserve indienne enclavée dans la ville de Québec, au Canada.

## Biographie

### Chef politique autochtone
Au niveau national canadien, il est élu à plusieurs reprises Chef régional de l'Assemblée des Premières Nations du Québec et du Labrador (APNQL-AFNQL). C'est à ce moment-là qu'il en fonda le secrétariat. Entre 1984 et 1994, il est le porte-parole national des Premières Nations en ce qui a trait à la question constitutionnelle canadienne. 
C'est au printemps 1991 que son frère Hughes Sioui gagne contre les gouvernements du Québec et du Canada par une décision unanime des juges de la Cour suprême du Canada une célèbre cause mieux connue aujourd'hui sous le nom d'Affaire Sioui
À un niveau international, Il fut le représentant à Genève de l'Assemblée des Premières Nations, un organisme de représentation autochtone pancanadien, de 1985 à 1992.

### Grand chef de Wendake
Il est élu Grand chef de Wendake le 1er novembre 2008. Il défait ainsi Max Gros-Louis, en poste depuis 31 ans. Il est réélu le 27 octobre 2012 puis le 29 octobre 2016.
Contrairement à son prédécesseur, Max Gros-Louis, porté à utiliser des pièces de vêtement caractéristiques des premières Nations, Sioui s'habille de manière semblable aux autres représentants de la fonction publique.
Son principal cheval de bataille est la concrétisation des batailles juridiques et territoriales que mène sa Nation depuis de nombreuses années. Il gagne un référendum pour le rapatriement des fonds territoriaux qui sont détenues par le Ministère des Affaires Indiennes et du Nord Canada. Sous sa gouvernance, le Conseil de la Nation Huronne-Wendat achète quelques petits lots de terres, avec les fonds territoriaux, aux alentours de la réserve afin d'agrandir la communauté qui a un besoin criant de nouvelles terres.
Il rencontre le couple royal, le Prince William et Kate Middleton, lors de leur voyage au Canada et leur escale dans la ville de Québec en 2011. Il leur remet une copie du Traité Huron-Britannique de 1760.

### Président du C.A. de la SAAQ
Il est le Président du conseil d'administration de la Société d'assurance automobile du Québec (SAAQ) depuis le 27 janvier 2021.